# The Quest (videogioco)
The Quest è un videogioco d'avventura del 1983 sviluppato da Penguin Software. Originariamente pubblicato per Apple II, il gioco ha ricevuto conversioni per vari home computer.
Nel 1985 ha ricevuto un seguito dal titolo Ring Quest.

## Accoglienza
Il gioco è stato recensito dalla rivista Playboy.